# Colpias
Colpias, monotipski rod polugrmova iz porodice strupnikovki. Jedeina vrsta je C. mollis, južnoafrički endem iz provincije Northern Cape.

## Opis
To je nizak, jako razgranat grm, visok do 200 mm, s krhkim granama. Listovi i grane prekriveni su mekim dlačicama, a tijekom proljeća male biljke stvaraju upadljive grozdove bijelih ili žutih cvjetova slatkog mirisa ili mirisa poput klinčića.
Listovi su naizmjenični, dlakavi, jajoliki ili trokutasti, nazubljenih ili urezanih rubova. Perijant je razdijeljen na peterodijelnu čašku prekrivenu mekim dlačicama i cjevastim vjenčićem, bez dlačica i pri dnu ponešto zakrivljen s dvije kratke vrećice, obložene trihomima koji izlučuju ulje.
Čahure su bez dlaka, rastavljaju se duž pregrade i sadrže mnogo duguljastih, crnih sjemenki. 

## Rasprostranjenost i stanište
Colpias je ograničen na pukotine u granitnim stijenama diljem Namaqualanda. Ove biljke nisu ograničene na određeni aspekt ili vrstu padine, ali literatura sugerira da biljke općenito zauzimaju stijene okrenute prema istoku ili jugu. Biljke moraju izdržati ne samo nedostatak vode i hranjivih tvari, već i velike temperaturne fluktuacije bez prednosti zasjenjenja koje pružaju susjedne biljke. 

## Derivacija imena i povijesni aspekti
Rod Colpias sastoji se od jedne vrste koja je endemična za suhe sjeverozapadne dijelove Južne Afrike i vjerojatno Namibije. Ime vrste mollis znači meko dlakavo i odnosi se na lišće i grane prekrivene mekim dlačicama. Ime Colpias potječe od grčke riječi Kolpos što znači grudi ili maternica i vjerojatno se odnosi na dvije vrećice u cjevčici vjenčića koje nalikuju grudima.

## Ekologija
Cvjetovi Colpias traju četiri do pet dana, a oprašuje ih posebna pčela Rediviva (porodica Melittidae). Ženke pčele skupljaju ulje i pelud s cvjetova, dok mužjaci patroliraju biljkama, vjerojatno u potrazi za receptivnim ženkama. Zrnca peludi Colpias su mala (± 23 µm), imaju polu-mrežasti površinski uzorak (mrežasti, s rupama i stjenkama) i pokazuju tendenciju lijepljenja - prilagodba koja osigurava jednostavno pričvršćivanje i prijenos.
Dodaci, zvani elaiosomi, koji sadrže rezerve lipida nalaze se na sjemenu, pa se stoga sumnja da su mravi odgovorni za raspršivanje sjemena na povoljna mikromjesta gdje dolazi do klijanja. No, nakon oplodnje, cvjetne stapke se okreću od sunčeve svjetlosti u smjeru stijene. Ovaj se fenomen opisuje kao vrsta autokorije (sama biljka djeluje kao sredstvo za raspršivanje) budući da biljka traži pukotinu u kojoj kapsula odlaže svoje sjeme. Sjeme tako klija pod istim uvjetima kao matična biljka i opstanak vrste je osiguran.